# Лабіовелярний приголосний
Лабіовелярні приголосні — удвічі зчленовані приголосні в м'якому піднебінні та губах, такі як [k͡p]. Термін, який також може належати до лабіалізованих велярних звуків, таких як [kʷ] та апроксимант [w].

## Удвічі зчленовані лабіовелярні звуки
Справжні вдвічі зчленовані лабіовелярні зустрічаються як проривні й носові звуки в більшості мов Східної та Центральної Африки (наприклад, у прізвищі Лорана Ґбаґбо — колишнього президента Берега Слонової Кістки); вони існують у багатьох Нігеро-конголезьких мовах, також у мовах убангійських, чадських й центральносуданських мовних родин, відносно поширені у східній частині Нової Гвінеї. Вони включають у себе звуки [k͡p, ɡ͡b, ŋ͡m]. Щоб вимовити їх, треба спробувати сказати [k, ɡ, ŋ], але після стулити губи, начебто вимовляючи звуки [p, b, m], а потім просто розтулити губи. Зазначте, що в той час як 90% оклюзії перекриваються, початок велярного відбувається трохи заздалегідь перед лабіальним, а закінчення губного — трохи згодом після велярного, тому вимовляється попередній голосний так, якби він передував велярному, тоді як наступний звучить так, якби він передував лабіальному голосному. Таким чином, порядок літер у звуках ⟨k͡p⟩ та ⟨ɡ͡b⟩ не довільний, а зумовлений їхніми фонетичними деталями.
У мові йєле Папуа-Нової Гвінеї є обидва лабіовелярних і лабіоальвеолярних приголосних. Лабіовелярні проривні й носові звуки також зустрічаються у в'єтнамській мові, хоча й тільки наприкінці слів.
| МФА | Опис                              | Приклад          | Приклад    | Приклад   | Приклад   |
| МФА | Опис                              | Мова             | Орфографія | МФА       | Значення  |
| --- | --------------------------------- | ---------------- | ---------- | --------- | --------- |
| k͡p  | Глухий лабіовелярний проривний    | Логба            | ò-kpàyɔ̀    | [ò-k͡pàjɔ̀] | 'Бог'     |
| ɡ͡b  | Дзвінкий лабіовелярний проривний  | Еве              | Ewegbe     | [ɛβɛɡ͡be]  | мова еве' |
| ŋ͡m  | Лабіовелярний носовий приголосний | В'єтнамська мова | cung       | [kuŋ͡m]    | 'сектор'  |

Ці звуки є скоріше окремо взятими приголосними, ніж групами приголосних. Наприклад, мова еґґон протиставляє варіанти, маючи в собі звуки /bɡ/ та /ɡb/ окремо від /ɡ͡b/. Ігноруючи тон, ми маємо:
| Одиночний приголосний | Одиночний приголосний | Послідовність із двох приголосних | Послідовність із двох приголосних |
| --------------------- | --------------------- | --------------------------------- | --------------------------------- |
| pom                   | заганяти              | kba                               | копати                            |
| abu                   | собака                | bɡa                               | бити, убивати                     |
| aku                   | кімната               | ak͡pki                             | шлунок                            |
| ɡom                   | ламати                | ɡ͡bɡa                              | подрібнювати                      |
| k͡pu                   | умирати               | kpu                               | становитися на коліна             |
| ɡ͡bu                   | прибути               | ɡba                               | розділити                         |

## Схожі фонеми

### Удвічі зчленовані лабіовелярні звуки
Деякі мови, особливо у Папуа-Новій Гвінеї та у Вануату, комбінують лабіовелярні приголосні з лабіовелярною лабіалізацією, аж до [k͡pʷ], [ŋ͡mʷ]. Мертва мова Волов мала передназалізовний лабіовелярний проривний із лабіалізацією [ᵑᵐɡ͡bʷ].

### Інші варіанти
Лабіовелярні проривні також зустрічаються як абруптивний [k͡pʼ] та імплозивный [ɠɓ] приголосні звуки (перемичка була видалена для зручності читання). Лабіовелярні апроксиманти можуть бути в мовах на зразок японської. Губно-губні клацальні звуки деколи теж вважаються лабіовелярними приголосними, хоча існують суперечки щодо справедливості такої класифікації.

## Примітка
Для позначення цих звуків можна іноді побачити замість диграфів лігатури з перемичкою:
|  |  |
|  |  |
Слід мати на увазі, що, хоча такі символи зрозумілі, вони не санкціоновані МФА та не мають значень у Юнікоді. Вони можуть бути визначені як спосіб відображення в шрифті OpenType диграфів gb і kp.